# Nikolai Kuznetsov (ciclista)
|  | No confondre amb l'anterior ciclista soviètic Nikolai Kuznetsov |

Nikolai Aleksàndrovitx Kuznetsov (en rus Николай Александрович Кузнецов, Sant Petersburg, 20 de juliol de 1973) és un ciclista rus, ja retirat, que competí en ciclisme en pista i algunes proves en ruta.
El primer èxit de la seva carrera fou el Campionat del món júnior en Persecució per equips amb l'equip soviètic. Va competir en els Jocs Olímpics de Barcelona i en els d'Atlanta en la prova de Persecució per equips. El primer sota la bandera de l'Equip Unificat, i els segons ja en els amb els colors de Rússia. Fou en aquests últims on guanyà la medalla de plata juntament amb Eduard Gritsun, Aleksei Màrkov i Anton Chantyr.
Nikolai Kuznetsov és fill del mític entrenador Aleksandr Kuznetsov i la vuit cops campiona del món Galina Tsariova, i és germà del també ciclista Aleksei i la tenista Svetlana Kuznetsova.

## Palmarès
- 1991
  -  Campió del món júnior en Persecució per equips (amb Roman Saprykhine, Alexander Ivankin i Anton Chantyr)
- 1996
  -  Medalla de plata als Jocs Olímpics d'Atlanta en la prova de persecució per equips (amb Eduard Gritsun, Aleksei Màrkov i Anton Chantyr)
- 1997
  - Vencedor d'una etapa del Cinturó ciclista internacional a Mallorca

### Resultats a laCopa del Món en pista
- 1997
  - 1r a Cali i Trexlertown, en Persecució per equips